# ŠD dr. Milan Vidmar Lublana
ŠD dr. Milan Vidmar Lublana – słoweński klub szachowy z siedzibą w Lublanie.

## Historia
Klub został założony 1 marca 1995 roku i przyjął patronat Milana Vidmara. W 2001 roku klub awansował do Državnej članskiej ligi, jednak w sezonie 2002 spadł z ligi. W 2004 roku zespół wrócił do pierwszej ligi, uzyskując czwarte miejsce. W sezonie 2009 nastąpił ponowny spadek. W 2011 roku klub powrócił do najwyższej klasy rozgrywkowej. Sezon 2012 zespół zakończył na trzecim miejscu w lidze, ulegając jedynie ŽŠK Maribor i ŠD Ptuj. W 2013 roku klub nie przystąpił do rozgrywek.
W klubie grali m.in. Aleksandar Kovačević, Dušan Popovič i Dragan Šolak.